# Coach Courbis (émission)
Coach Courbis était une émission radiodiffusée sur RMC animée par Rolland Courbis et Gilbert Brisbois.

## Histoire
À l'instar des autres consultants vedettes de la station Luis Fernandez et Jean-Michel Larqué, Rolland Courbis a également une émission éponyme. Créée le 30 août 2005, Coach Courbis est d'abord diffusée du lundi au jeudi entre 20 h et 21 h avec Yann Lavoix aux commandes de l'émission.
Dès la saison suivante Jean Resseguié remplace Yann Lavoix . L'émission change d'horaire et a désormais lieu du mardi au jeudi entre 20 h et 22 h, les soirs sans match.
Alors que Rolland Courbis s'apprêtait à animer sa cinquième saison de Coach Courbis, RMC annonce le 20 septembre 2009 qu'elle suspendait sa collaboration, après qu'il a été interpellé la veille par la police au Stade Vélodrome à Marseille. Condamné en octobre 2008 à deux ans de prison ferme, Rolland Courbis a été écroué le 20 septembre pour effectuer le reste de sa peine. Son émission a donc été remplacée par Intégrale Foot Made In Di Meco avec Éric Di Meco et Jean Rességuié jusqu'à sa libération conditionnelle le 12 février. Il a ensuite repris son émission le 18 février. Il reste toutefois soumis au port du bracelet électronique jusqu'à mai 2010.
Le 31 août 2010, Gilbert Brisbois remplace Jean Rességuié qui aura animé cette émission pendant 4 ans.
À la rentrée 2012, l'émission Coach Courbis revient sous le nom de l'Intégrale Foot avec Jeff Pérès à sa tête.

## Concept

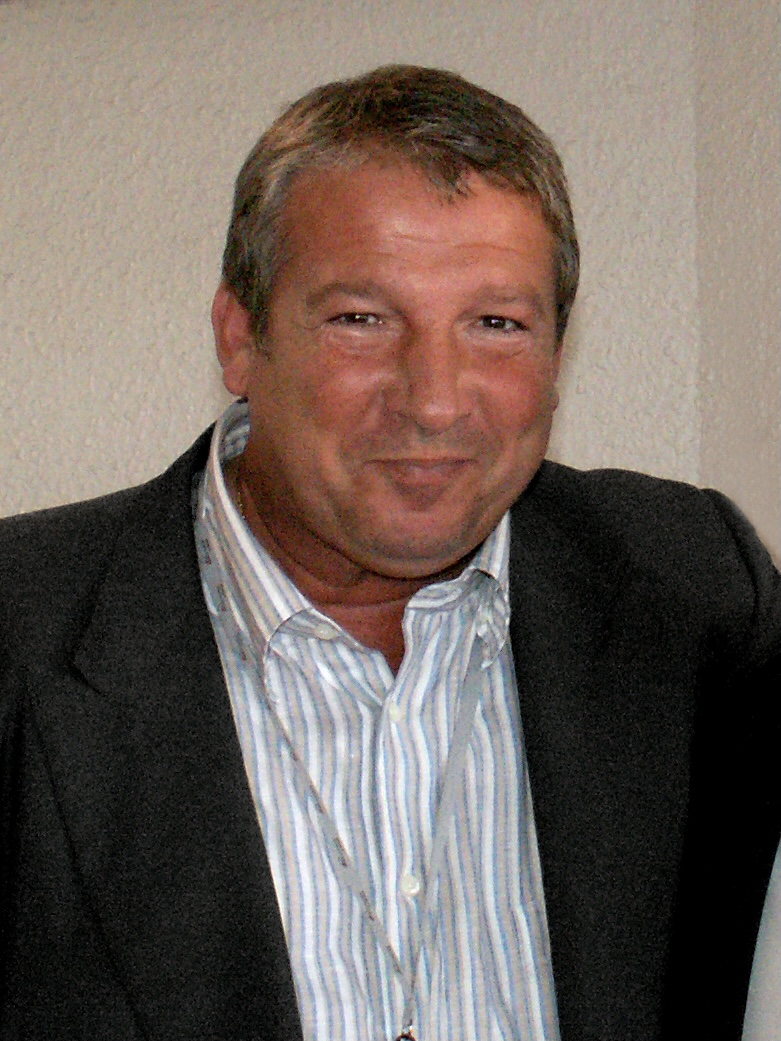
Coach Courbis

Le mardi, le mercredi et le jeudi, Rolland Courbis alias « Coach Courbis » est sur RMC entre 20 h et 22 h, à l'exception des soirs de matchs.
Les soirs de matchs (Ligue des champions, Ligue Europa, Coupe de France, Coupe de la Ligue, Équipe de France), on peut retrouver le "Coach" dans l'avant-match (Intégrale Foot) à 20 h puis dans l'après-match (After Foot) jusqu'à minuit.
Le weekend, Rolland Courbis est sur RMC dès samedi : de 10 h à 11 h 30 dans l'émission consacrée aux paris sportifs Les Paris RMC et commente le multiplex de Ligue 1 entre 18 h 30 et 21 h avant de le retrouver dans l'After Foot à la fin de tous les matchs du samedi de 23 h et 0 h. Le dimanche, il est dans Larqué Foot  où il participe au débat de 11 h, à 20 h on le retrouve dans l'avant-match (Intégrale Foot) du grand match de Ligue 1 du dimanche soir et dans l'après-match (After Foot) entre 23 h et 0 h.

## Rubriques de l'émission
- L'invité : c'est le face à face. Des grands témoins du football français et international sont reçus dans les studios de RMC pour un entretien vérité : actualité, carrière, références et révélations.
- Les collègues : après 21 h, Rolland Courbis accueille un collègue de profession, c'est-à-dire un entraîneur.
- La causerie du Coach : dans l'Intégrale Foot avant chaque match Rolland Courbis se met à la place de l'un des entraîneurs et improvise un discours.

## Audiences
Selon Médiamétrie, RMC est en tête des audiences des radios généralistes privées de 20h à minuit avec Coach Courbis de 20 h à 22 h. À la rentrée 2008, il faut rappeler que la station Europe 1 avait voulu recruter Rolland Courbis, mais il avait formellement refusé de quitter RMC[réf. nécessaire].

## Générique
- Le soir sur RMC, quand il n'y a pas match il y a entrainement, 20 h-22 h, Coach Courbis, Gilbert Brisbois-Rolland Courbis
- RMC, 20 h-22 h, le Coach est sur RMC, Gilbert Brisbois-Rolland Courbis
- RMC, Coach Courbis, Gilbert Brisbois-Rolland Courbis